# Mia Hagman
Maria (Mia) Sofia Hagman, född Andersson den 6 februari 1863 i Stockholm, död den 9 september 1940 på Höstsol i Täby, var en svensk skådespelare. Hon var en tid gift med skådespelaren Justus Hagman.
Hagman debuterade som scenskådespelare. Hon var engagerad vid Nya teatern i Stockholm 1881–1887, Vasateatern 1887–1889, vid Svenska teatern i Stockholm 1889–1890, vid Djurgårdsteatern och Vasateatern 1890–1897 och vid Södra teatern från 1897. Bland de roller hon gjort finns Mamsell Ettermygg, Bellevilles mö, Niklaus i Hoffmanns sagor, Serpolette i Cornevilles klockor, Orestes i Den sköna Helena, Jungfru Ludvigsen i Ett silfverbröllop och Sanna i Per Olsson o. lians käring.
Hagman kom att medverka i tre filmer. Hon debuterade 1913 i Victor Sjöströms Löjen och tårar där hon gjorde rollen som häradshövdingshustrun Augusta. 1919 medverkade hon i August Strindberg-filmatiseringen Hemsöborna i en mindre roll som bröllopsgäst och 1923 i Friaren från landsvägen i rollen som änkan Anna.
1920–1927 var hon husmor på skådespelarnas hem Höstsol. Hagman är begravd på Täby kyrkogård.

## Filmografi
- 1913 – Löjen och tårar
- 1919 – Hemsöborna
- 1923 – Friaren från landsvägen

## Teaterroller (ej komplett)
| År   | Roll                       | Produktion                                                                                    | Regi                     | Teater           |
| ---- | -------------------------- | --------------------------------------------------------------------------------------------- | ------------------------ | ---------------- |
| 1899 | Virginie, Cornebois hustru | Rocamboles arvingar Charles Varin                                                             |                          | Södra Teatern    |
| 1906 | Änkefru Cramer             | Tant Cramers testamente Edgar Höijer                                                          |                          | Vasateatern      |
| 1906 | Svärmor                    | Svärmor Léon Gandillot                                                                        |                          | Vasateatern      |
| 1907 |                            | Telefonhemligheter Herman Hanslleiter och Max Reiman                                          |                          | Djurgårdsteatern |
| 1907 |                            | Herculespillerna Maurice Hennequin                                                            |                          | Vasateatern      |
| 1908 |                            | Det nya huset Thore Blanche                                                                   |                          | Vasateatern      |
| 1908 |                            | Har ni något att förtulla? Maurice Hennequin                                                  |                          | Vasateatern      |
| 1909 |                            | Arsène Lupin Francis de Croisset och Maurice Leblanc                                          | Knut Nyblom              | Oscarsteatern    |
| 1910 | Fru Leclapier              | Sendraget Maurice Hennequin                                                                   | Knut Nyblom              | Vasateatern      |
| 1910 | Mrs. Golightly             | Penelope Somerset Maugham                                                                     | Albert Ranft Knut Nyblom | Vasateatern      |
| 1910 | Milly Battistini           | Löjtnanten som förmyndare Leo Walter Stein                                                    | Knut Nyblom              | Vasateatern      |
| 1911 | Fru Pinglet                | Spökhotellet Georges Feydeau och Maurice Desvalliéres                                         | Albert Ranft             | Oscarsteatern    |
| 1911 | Laure                      | Coralie och Co Maurice Hennequin och Albin Valabrègue                                         | Knut Nyblom              | Vasateatern      |
| 1911 | Tant Delphine              | Nattlampan Miguel Zamocois                                                                    |                          | Vasateatern      |
| 1911 | Mariette                   | 1.000.000 Georges Berr och Marcel Guillemand                                                  | Knut Nyblom              | Vasateatern      |
| 1912 | Gabriella                  | Leda och svanen Algot Sandberg                                                                | Knut Nyblom              | Vasateatern      |
| 1912 | Fru Johansson              | 4711 Algot Sandberg                                                                           | Knut Nyblom              | Vasateatern      |
| 1912 | Hammond                    | Den nakna sanningen (The Naked Truth) George Paston och W.B. Maxwell                          | Knut Nyblom              | Vasateatern      |
| 1912 | Mrs Wright                 | Hur man vinner en man (The Lottery Man) Rida Johnson-Young                                    | Knut Nyblom              | Vasateatern      |
| 1913 | Julie                      | Ett modernt äktenskap (Das paar nach der mode) Raoul Auernheimer                              | Knut Nyblom              | Vasateatern      |
| 1913 | Sophie                     | Borgmästarinnan (La presidente) Maurice Hennequin och Pierre Veber                            | Albert Ranft             | Vasateatern      |
| 1914 | Senora Morán               | Affären Costa Negra Gustaf Janson                                                             | Knut Nyblom              | Vasateatern      |
| 1914 | Mrs Tyler                  | Kontanter (Ready Money) James Montgomery                                                      | Knut Nyblom              | Vasateatern      |
| 1914 | Emma                       | Spanska flugan (Die spanische Fliege) Franz Arnold och Ernst Bach Översättning Algot Sandberg | Knut Nyblom              | Vasateatern      |
| 1914 | Fru Jabotin                | Hon – eller ingen (Une affaire scandaleuse) Paul Gavault och Maurice Ordonneau                | Knut Nyblom              | Vasateatern      |
| 1914 | Änkefru Vogel              | Kompanjonen (Der Compagnon) Adolph L'Arronge                                                  | Knut Nyblom              | Vasateatern      |
| 1914 | Brigitta                   | Livet på landet (Onkel Bräsig) Fritz Reuter                                                   |                          | Vasateatern      |
| 1915 | Betty                      | Nattfrämmande Fritz Friedmann-Frederich                                                       |                          | Vasateatern      |
| 1916 | Markisinnan de Kersalec    | Krigsäran Maurice Hennequin                                                                   | Knut Nyblom              | Vasateatern      |
| 1916 | Ursula                     | Lilla tuttenuttan Anthony L. Ellis                                                            | Knut Nyblom              | Vasateatern      |
| 1916 | Colombe de Fontavant       | Herkulespillerna Maurice Hennequin                                                            |                          | Vasateatern      |
| 1917 | Etelka                     | Efter skilsmässan Algot Sandberg                                                              | Knut Nyblom              | Vasateatern      |
| 1917 | Mrs McLaren                | Diamanten Horace Hedges och Wigney Percyval                                                   | Knut Nyblom              | Vasateatern      |
| 1917 | Fröken Wengel              | Pultronen Lechmere Worrall och Harold Terry                                                   | Knut Nyblom              | Vasateatern      |
| 1917 | Mrs. Maxon                 | Lilla yrhättan H. M. Harwood                                                                  | Knut Nyblom              | Vasateatern      |
| 1917 | Malla                      | Dollarmiljonen Anders Eje                                                                     | Knut Nyblom              | Vasateatern      |
| 1917 | Ottilia                    | Victor Lundbergs barn Hans Sturm                                                              | Knut Nyblom              | Vasateatern      |
| 1917 | Hilda                      | En piga bland pigor Ernst Fastbom                                                             | Ernst Fastbom            | Vasateatern      |
| 1918 | Miss Heneage               | Äktenskapskarusellen Langdon Mitchell                                                         |                          | Vasateatern      |
| 1918 | Mrs Marshall               | Häxmästaren Georges Berr och Louis Verneuil                                                   | Knut Nyblom              | Vasateatern      |
| 1918 | Lina Carlsson              | Jag gifta mig - aldrig! Ernst Fastbom                                                         | Ernst Fastbom            | Vasateatern      |
| 1919 |                            | Vi spekulera alla Jens Locher                                                                 | Nils Johannisson         | Vasateatern      |

## Bilder

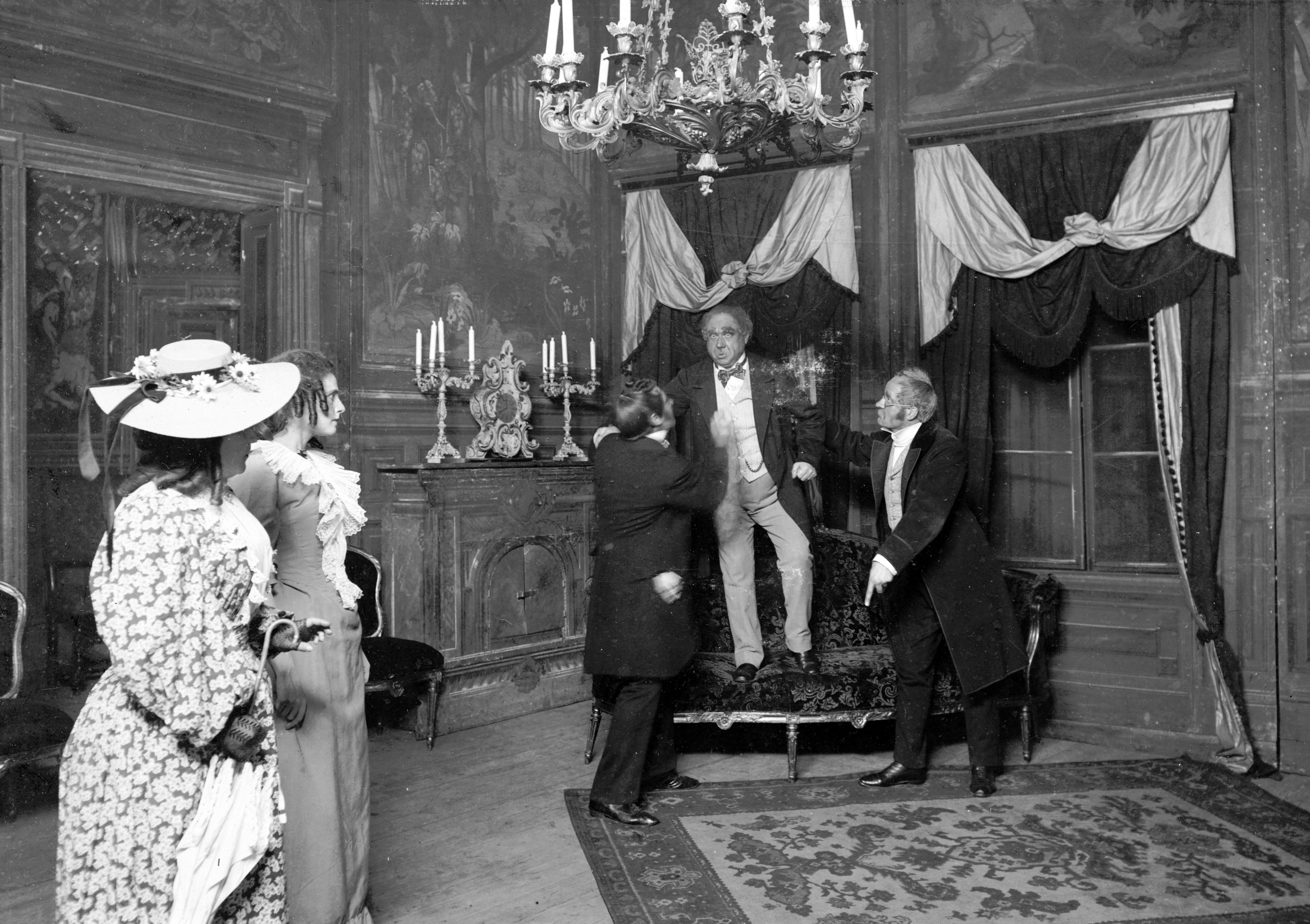
Mia Hagman som Fru Cornebois, Gerda Stiegler som Juliette, Axel Wesslau som Cornebois, Gustaf Bergström som Ducorbeau och Gunnar Lundberg som Crétinot i Rocamboles arvingar, Södra Teatern 1899.